# Cylindera trisignata
Cylindera trisignata es una especie de escarabajo del género Cylindera, tribu Cicindelini, familia Carabidae. Fue descrita científicamente por Dejean en 1822.
Se distribuye por Francia, Países Bajos, España, Italia, Albania, Estados Unidos, Brasil, Gambia, Grecia, Argentina, Kenia, Rumania, Uruguay, Australia, Alemania, Croacia, Marruecos, Rusia y Turkmenistán. La especie se mantiene activa durante todos los meses del año excepto en febrero y marzo.